# Riopa bampfyldei
Riopa bampfyldei är en ödleart som beskrevs av  Bartlett 1895. Riopa bampfyldei ingår i släktet Riopa och familjen skinkar. Inga underarter finns listade i Catalogue of Life.